# Baiacevo, Tărgoviște
Baiacevo (în bulgară Баячево) este un sat în comuna Tărgoviște, regiunea Tărgoviște,  Bulgaria. 

## Demografie
Componența etnică a satului Baiacevo
     Nicio identificare (30,69%)
     Bulgari (17,78%)
     Romi (1,44%)
     Turci (50,06%)
La recensământul din 2011, populația satului Baiacevo era de 759 locuitori. Din punct de vedere etnic, majoritatea locuitorilor (50,06%) erau turci, existând și minorități de bulgari (17,78%) și romi (1,44%). Pentru 30,69% din locuitori nu este cunoscută apartenența etnică.